# Querfront
Als Querfront im engeren Sinn werden antidemokratische Strategien in der Weimarer Republik bezeichnet, die versuchten, die Ideologien Nationalismus und Sozialismus miteinander zu verbinden, um die politische Macht zu erringen. Solche Bündnisse strebten Vertreter der Konservativen Revolution seit etwa 1920 theoretisch, der damalige Reichskanzler Kurt von Schleicher 1932 praktisch an.
Als Querfront im weiteren Sinn bezeichnet man die Zusammenarbeit oder Vermischung linker und rechter Positionen, um Lager-übergreifende Aktionsbündnisse „quer“ zu bestehenden links- und rechtsgerichteten politischen Standpunkten herzustellen. Dies versuchten Teile des deutschen Neonazismus wie auch linksgerichtete Gruppen und Parteien mit nationalistischen Tendenzen.
Ob der historische Begriff sich auf beliebige Bündnisse von linken und rechten politischen Kräften übertragen lässt, ist umstritten. Vorgeschlagen wird daher, nur lagerübergreifende Bündnisse mit antiemanzipatorischen „inhaltlichen Schnittmengen“ wie Antisemitismus, Rassismus, Homophobie, Islamismus und Antifeminismus als Querfront zu bezeichnen. Die Extremismusforschung erklärt solche Bündnisse auch aus übereinstimmenden „autoritären Dispositionen, kollektivistischen Freund-Feind-Konstruktionen und verschwörungstheoretischen antisemitischen Welterklärungen“ bei rechts- und linksgerichteten Bevölkerungsteilen.

## Deutschland

### Weimarer Republik

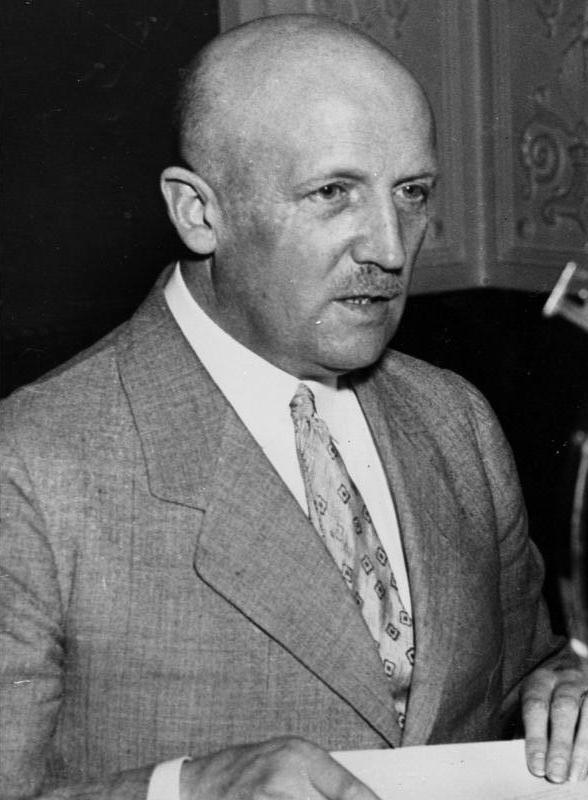
Reichskanzler Kurt von Schleicher (1932)

Querfrontkonzepte kamen historisch nach der Novemberrevolution 1918 und Gründung der Weimarer Republik 1919 in Deutschland auf. Sie waren Bestandteil von antidemokratischen, rechtsgerichteten Theorien des Nationalen Sozialismus. Vertreter dieser Theorien wollten den Sozialismus vom Marxismus lösen, um ihn zu einer nationalen Volksgemeinschaft umdeuten zu können, die als autoritärer und elitärer Führerstaat verfasst sein sollte. Vertreter solcher Theorien waren Oswald Spengler (Preußentum und Sozialismus 1920), Arthur Moeller van den Bruck (Das dritte Reich 1923), der Juniklub, das Politische Kolleg, der Tat-Kreis und andere. Sie propagierten einen autoritären deutschen Staat, der die Weimarer Demokratie beseitigen, sich der Sowjetunion öffnen und eine Ausrichtung auf westliche Werte und besonders auf die USA ablehnen sollte. Phasenweise wurde in der KPD versucht, den deutschen Nationalismus für die eigenen revolutionären Bestrebungen nutzbar zu machen – so etwa 1923 im „Schlageter-Kurs“. Diese „nationalbolschewistischen“ Experimente stießen jedoch innerparteilich stets auf Kritik und wurden bald wieder abgebrochen.
Nachdem Reichspräsident Paul von Hindenburg General Kurt von Schleicher zum Reichskanzler ernannt hatte, strebte Schleicher 1932 eine Zusammenarbeit der Reichswehr mit rechtsgerichteten Sozialdemokraten, dem ADGB und dem „linken“ Flügel der NSDAP um die Brüder Otto und Gregor Strasser an, um seine autoritäre Führung zu stabilisieren. Kontakte dieser Gruppen sind belegt; ob dabei eine politische Koalition besprochen wurde, ist umstritten. Schleichers Versuch scheiterte  unter anderem am Führungsanspruch Adolf Hitlers in der NSDAP. Dieser einigte sich im Januar 1933 mit Schleichers Konkurrenten Franz von Papen auf ein Bündnis unter Hitlers Führung.
Der rechtsgerichtete Hofgeismarer Kreis der SPD, nationalistische Gewerkschafter wie Walter Pahl und die Zeitschrift Neue Blätter für den Sozialismus hatten ihrerseits seit Jahren eine Annäherung an den deutschnationalen Konservatismus und an den linken Flügel der NSDAP verlangt und gefördert. Sie vertraten Parolen wie „Durch Sozialismus zur Nation“, definierten die Aufgabe der Gewerkschaften als „Dienst an der Volksgemeinschaft“ und bevorzugten eine nationalkorporative Wirtschaftsordnung zur „Überwindung der liberalkapitalistischen Klassengesellschaft“. Auf diesem Hintergrund begrüßten die Neuen Blätter Hitlers Kanzlerschaft und diktatorische Maßnahmen noch im Juni 1933 als historische Möglichkeit, diese Ziele zu verwirklichen und die Orientierung der Arbeiterbewegung an den „Ideen von 1789“ (Freiheit, Gleichheit, Brüderlichkeit) zu beenden.

### Nationalsozialismus

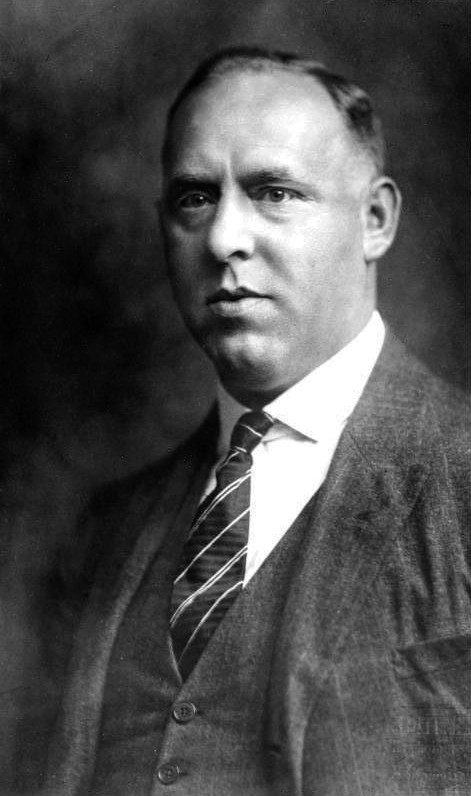
Gregor Strasser (1928)

Die NSDAP verstand sich seit ihrer Gründung 1920 als Sammlungsbewegung „nationaler Sozialisten“, vertrat also die Verknüpfung dieser Richtungen schon im Namen und im Programm. Den antikapitalistischen Flügel der NSDAP vertraten vor allem der SA-Gründer Ernst Röhm und die Brüder Strasser. Sie verloren den innerparteilichen Machtkampf gegen Adolf Hitler und dessen Anhänger, die den Antikapitalismus antisemitisch interpretierten bzw. durch einen radikalen Antisemitismus ersetzten, ohne die kapitalistischen Produktionsverhältnisse anzutasten. Otto Strasser trat deshalb am 4. Juli 1930 gemeinsam mit einigen seiner Anhänger aus der NSDAP aus. Mit seinem Aufruf „Die Sozialisten verlassen die NSDAP“ hoffte er vergeblich, die NSDAP spalten zu können.
Nach der Machtübergabe an Adolf Hitler am 30. Januar 1933 verloren die verbliebenen nationalen Sozialisten in der NSDAP rasch an Einfluss. Hitler setzte seine Alleinherrschaft Schritt um Schritt durch und ließ die Organisationen der Arbeiterbewegung (Gewerkschaften und Linksparteien) verbieten, auflösen und ihre Führungskader ermorden. 1934 in der „Nacht der langen Messer“ ließ er schließlich auch seine möglichen inner- und außerparteilichen Konkurrenten (darunter Ernst Röhm, Kurt von Schleicher, Gregor Strasser und andere) ermorden.

### Neonazismus
Seit 1970 verfolgen Teile des deutschen Neonazismus gezielt Querfrontstrategien. Die von Michael Kühnen gegründeten und inspirierten Gruppen wie die Aktionsfront Nationaler Sozialisten (1975–1982) bezogen sich dabei positiv auf den Nationalsozialismus. So antwortete Kühnen 1989 auf eine Interviewfrage: Linke Autonome und Neonazis verbinde der Kampf gegen die bürgerliche Ordnung, die Dekadenz und die Demokratie. Daher könnten sie durchaus gemeinsam dagegen kämpfen. „Wenn wir das Schweinesystem“ (ein von der linksterroristischen RAF benutzter Ausdruck) „beseitigt haben, können wir immer noch untereinander ausschießen, welche Ordnung besser ist.“
Nationalrevolutionäre, Nationalbolschewisten und Autonome Nationalisten grenzen sich dagegen schon mit ihren Selbstbezeichnungen vom Nationalsozialismus ab. Sie versuchen so ein rechtsextremes Weltbild aufrechtzuerhalten, ohne mit den mörderischen Folgen der NS-Politik in Verbindung gebracht zu werden. Seit 1975 verschaffte Henning Eichberg nationalrevolutionären Ideen eine Renaissance. Er griff Theorien der Konservativen Revolution nach 1918 auf und versuchte sie als Neue Rechte im Sinne einer Diskurshoheit zu etablieren. Er kam aus dem Umfeld von Otto Strasser (NSDAP) und orientierte sich an den Schriften der Weimarer Nationalbolschewisten Ernst Niekisch und Karl Otto Paetel, des Sozialdemokraten Ferdinand Lassalle und des Zionisten Martin Buber. Es entstanden Gruppen wie „Sache des Volkes“ und der „Nationalrevolutionäre Koordinationsausschuß“ mit den Zeitschriften Rebell, neue zeit, laser oder wir selbst. Sie verurteilten das  „Dritte Reich“ der Nationalsozialisten als „antinational“ und lobten dagegen das von deutschnationalen Ideen getragene Attentat vom 20. Juli 1944. Ihr Befreiungsnationalismus, Regionalismus, Kampf gegen die „Supermächte“ in Ost und West verband sie mit Gruppen der „Neuen Linken“. Das Konzept des Ethnopluralismus dagegen trennte sie vom Universalismus. Sie propagierten einen „dritten Weg“ zwischen Kommunismus und Kapitalismus oder Liberalismus und unterstützten Separatisten in Nordirland, auf Korsika, im Baskenland und Palästinensergruppen als „Befreiungsbewegungen“ im Rahmen eines nationalistischen Antiimperialismus. Einige nationalrevolutionäre Gruppen orientierten sich stark an progressiv-linken Bewegungen. Die Gruppen um Eichberg lösten sich parallel zur Gründung der Grünen ab 1980 auf oder stellten ihre Arbeit ein. Eichberg war seit 1982 in Dänemark in der rotgrünen Socialistisk Folkeparti tätig.

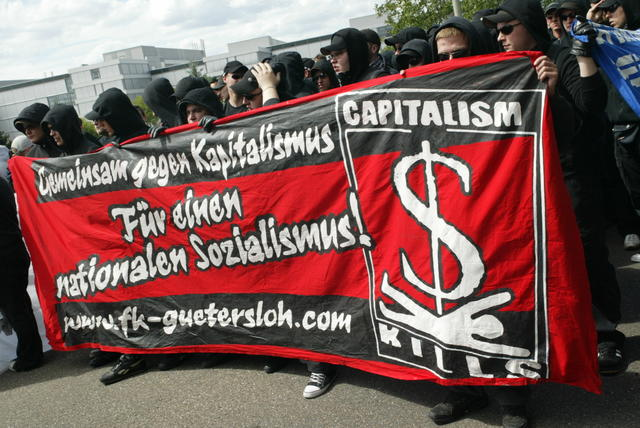
Autonome Nationalisten im Schwarzen Block mit antikapitalistischen und nationalsozialistischen Parolen

Die Autonomen Nationalisten werden von gewaltbereiten, aktionistischen jungen Rechtsextremisten getragen. Sie übernehmen gezielt Ideen und Symbole der linken Szene, um diese zu unterwandern und dort Zustimmung zu finden. Sie treten auf Demonstrationen mit „linken“ Kleidungsmerkmalen wie Palästinensertüchern und T-Shirts mit dem Aufdruck Che Guevaras auf. Laut dem sächsischen Verfassungsschutz gehen solche „lagerüberschreitende[n] strategische[n] Überlegungen […] von einem kleinen, innerhalb der Szene noch marginalen Teil von Rechtsextremisten aus“. Auch das Auftreten von Neonazis auf den Montagsdemonstrationen gegen Sozialabbau 2004 sei in diesem Kontext zu sehen. Antiamerikanismus und teilweise Antizionismus von Teilen der Friedensbewegung gegen den Irakkrieg und internationale Einsätze der Bundeswehr böten Anknüpfungspunkte für Rechtsextremisten.
Auf einer Demonstration der NPD 2003 in Dortmund, dann auch in Berlin, formierte sich ein „schwarzer Block“ mit dem von Autonomen bekannten Erscheinungsbild. Damit begann die Berliner Kameradschaft Tor eine Kampagne für einen bundesweiten „nationalen schwarzen Block“, der sich gegen NPD-Ordner wie gegen linke Antifa richtete und dem sich bis 2012 rund 10.000 Neonazis anschlossen. Sie benutzen das autonome Erscheinungsbild gezielt als Mittel, um Jugendliche für körperliche Auseinandersetzungen mit Gegnern zu gewinnen und für den „nationalen Sozialismus“ zu vereinnahmen.
Nach Informationen des Bundeskriminalamts wollten sich auch vor dem G8-Gipfel in Heiligendamm 2007 Neonazis in die linken Massenproteste einreihen. Als angeblich gemeinsamer ideologischer Nenner werde dabei die Bekämpfung der Marktwirtschaft und der Globalisierung angesehen. Die Kapitalismuskritik der „Autonomen Nationalen Sozialisten“ verurteilt das internationale Kapital, das sie im Sinne klassischer antisemitischer Verschwörungstheorien als von „den Juden“ gelenkt betrachtet, zu Gunsten des nationalen Kapitals. Die Globalisierungspolitik der Autonomen Rechten ist auf den Kampf für „nationales Bewusstsein“ und „nationalen Fortschritt“ gegen die „internationale Solidarität“ begrenzt.
Vom „Nationalbolschewismus“ sprechen vor allem neonazistische Freie Kameradschaften wie „Die Kommenden“, die „Dritte Front“ und die Zeitschrift Fahnenträger. Ein besonders aktiver Querfrontstratege ist der Thüringer Neonazi Patrick Wieschke. Er benutzt nach Eigenaussage für rechtsextreme Schulungen „fast nur noch linke Quellen“, um eine Deutungshoheit der Neonazis in sozialen Fragen zu gewinnen. Dazu beteiligten sich die von ihm geführten Gruppen an den ersten Hartz-IV-Demonstrationen 2004. Der 1999 gegründete Kampfbund Deutscher Sozialisten löste sich wegen anhaltender Erfolglosigkeit jedoch im Juli 2008 selbst auf und erklärte die Querfrontidee für gescheitert.
Die NPD betreibt besonders seit den Terroranschlägen vom 11. September 2001 ihrerseits eine gezielte Querfront-Propaganda, um auch Linksextremisten und Islamisten für ihre Aktionen zu mobilisieren. Dazu übernimmt sie deren Parolen wie „Gegen den US-Imperialismus“, „Hoch die internationale Solidarität“ und „Kampf dem Zionismus“. Lars Rensmann erklärt die Deckungsgleichheit dieser Parolen auch aus der Interaktion von Rechts- und Linksextremen sowie Islamisten, die sich auf gemeinsame antiisraelische, antisemitische und antiamerikanische Positionen verständigt hätten.

### Andere
Vor der Gründung der Bundespartei Die Grünen (1979–1980) grenzten sich viele regionale „grüne Listen“ mit der Parole „Nicht links, nicht rechts, sondern vorn“ vom bestehenden Links-Rechts-Schema der Politik ab und beanspruchten eine lagerübergreifende Relevanz des Ökologiethemas. Einige dieser Listen wurden von organisierten Neonazis mit aufgebaut und unterstützt. Konservative Ökologen wie Herbert Gruhl grenzten sich zwar gegen neonazistische Unterwanderungsversuche ab, vertraten jedoch inhaltlich einen ähnlichen völkischen Naturbegriff. Aus sozialemanzipatorischen Traditionen kommende Grüne stuften diese Richtungen als Ökofaschismus ein. Eine Mehrheit der Grünen schloss diese Richtung 1980 aus der Bundespartei aus.
Die 2006 gegründete Piratenpartei Deutschland zog Anhänger sehr verschiedener politischer Richtungen an. Sie lehnten es überwiegend ab, die Partei in das Schema von links und rechts einzuordnen. Ihr Bundesvorsitzender Sebastian Nerz betrachtete dieses Schema als historisch überholt. Viele Mitglieder verstanden die Partei als „unideologische“, nur an „sachbezogenen“ Vernunftargumenten orientierte „Über-Partei“. Einzelne Mitglieder folgerten daraus, die Partei solle sich gegen keine herkömmliche, auch keine rechts- oder linksextreme Partei abgrenzen. Wegen dieser Tendenz zu einem Querfrontprojekt fanden auch Maskulinisten und Zinskritiker Teilzustimmung bei den Piraten. Demgegenüber forderten linksgerichtete Mitglieder eine klare Orientierung der Partei am Feminismus und Antirassismus. Weil diese Positionierung mehrheitlich abgelehnt wurde, traten die meisten Vertreter des linken Parteiflügels bis 2014 aus. Damit war der Versuch einer flügelübergreifenden Querfront bei den Piraten gescheitert.

### Rechtspopulismus
Heute werden Querfront-Bestrebungen besonders im deutschen Rechtspopulismus sichtbar. Dazu zählt der Sozialwissenschaftler Wolfgang Storz die Zeitschrift Compact von Jürgen Elsässer seit 2010, das Internetportal KenFM von Ken Jebsen seit 2011, die Partei Alternative für Deutschland seit 2013, die Mahnwachen für den Frieden, das islamfeindliche Demonstrationsbündnis Pegida und dessen regionale Ableger (wie z. B. Legida in Leipzig) seit 2014. Kennzeichnend für diese neue Querfront seien eine leistungsfähige eigenständige Gegenöffentlichkeit und einfache populistische Fronten: „Volk gegen Eliten, Wahrheit gegen Lügenpresse“. Die Anhänger dieses Netzwerks bejahen laut Umfragen zwar die Idee der Demokratie, schenken den demokratischen Institutionen jedoch fast gar kein Vertrauen. Zu diesem Netzwerk gehört auch der ehemalige Sprecher für die Deutsche Burschenschaft Michael Friedrich Vogt, der mit eigenen Internetmedien und Kongressen unter dem Motto Quer-Denken Verschwörungstheorien verbreitet. Er behauptet etwa, die USA hätten die Massenflucht aus Kriegsgebieten gezielt zur Zerstörung des als Blutsgemeinschaft verstandenen deutschen Volkes in Gang gesetzt.
Die Ziele dieser „Querfront“ formulierte Jürgen Elsässer in der Erstausgabe von Compact wie folgt: Man wolle eine „Volksfront“ aus der Gesamtbevölkerung aufbauen, damit diese die fehlende Souveränität erkämpfe. Die Linke müsse mit der Rechten einen „offenen Dialog“ führen und umgekehrt, um „Dogmen“ zu überwinden und „Tabus“ zu brechen und so einen gemeinsamen „Widerstand“ gegen jene Mächte zu ermöglichen, die das deutsche Volk beherrschten. Als Beispiel für einen solchen Tabubruch verwies Elsässer auf den Sozialdemokraten Thilo Sarrazin („Deutschland schafft sich ab“). Die herrschenden Fremdmächte verortete er im Sinne des sekundären Antisemitismus bei den angeblich vom Zionismus bestimmten USA und dem dort beheimateten, angeblich von wenigen Personen gelenkten Kapital der „Ostküste“. Damit versuchte er Compact als wesentliches „alternatives Medium“ für den deutschen Rechtspopulismus und gegen die Mainstreammedien zu etablieren. Laut Patrick Gensing benutzen deutsche Rechtspopulisten auch soziale Netzwerke verstärkt dazu, um die politische Debatte zu verrohen, Gewaltaufrufe und Verachtung für Minderheiten weit über die eigene Anhängerschaft hinaus zu verbreiten. Ziel dieser Querfront-Propaganda sei ein enges Bündnis mit dem von Putin beherrschten Russland, um ein autoritäres nationalistisches System durchzusetzen.
Im Bezug auf Russland wurde schon 2014 die Melange, welche sich auf den Mahnwachen für den Frieden zeigte, als Querfront bezeichnet. Linke und Rechte träfen sich dort in derselben Front gegen den liberalen Westen, so Jürgen P. Lang, da sei die übrige politische Richtung dann relativ egal. Die altbekannten Aspekte dieser „Negativcharakteristik der USA“ stimmen Politikwissenschaftlern zufolge auch mit den antiamerikanischen und verschwörungstheoretischen Stereotypen der russischen Propaganda überein. Die Welt schrieb, wer den russischen Überfall auf die Ukraine 2022 mit einer angeblichen „Befreiung“ rechtfertige, ernte Applaus sowohl vom linken als auch vom rechten Rand des politischen Spektrums.

## Außerhalb Deutschlands

### Griechenland
Im Januar 2015 bildete die sozialistische Partei Syriza mit der rechtspopulistischen Anexartiti Ellines eine Regierungskoalition. Diese Zusammenarbeit kritisierten andere europäische Sozialisten als Querfront mit negativen Folgen für die Linke in Europa.

### Slowakei
Die 2006 gebildete Regierung aus der sozialdemokratischen Smer – sociálna demokracia, der nationalkonservativen Bewegung für eine demokratische Slowakei und der rechtspopulistischen Slovenská národná strana bezeichneten haGalil und Jürgen Elsässer in einem Artikel in der jungen Welt als Querfront.

### Italien
Die italienischen Neofaschisten Roberto Fiore, Gabriele Adinolfi und Peppe Di Mitri propagierten als Terza Posizione oder Third Position eine Bewegung, die sich ähnlich wie bei früheren deutschen Querfronttheorien grundsätzlich von Kommunismus und Kapitalismus abzusetzen versucht beziehungsweise dies vorgibt. Third Position propagiert einen soldatisch-bäuerlich-ökologisch korrekten Lebensstil weitgehend autonomer neuer beziehungsweise wilder Männer im Sinne des charismatischen rumänischen Rechtsextremen Corneliu Zelea Codreanu, kombiniert mit einem radikalen Ethnopluralismus, Elementen der katholischen Soziallehre und der Unterstützung nationaler Befreiungsbewegungen. Die von Fiore und seinen Gesinnungsgenossen 1979 begründete Bewegung benutzt das Keltische Kreuz und in Italien die Wolfsangel als Symbole. Nachdem Roberto Fiore im Zusammenhang mit dem Anschlag von Bologna 1980 in Italien zu einer Haftstrafe verurteilt wurde und zeitweise untertauchte beziehungsweise das Land verlassen musste, trieb er Third Position in Großbritannien und Frankreich mit voran und wurde Generalsekretär der Europäischen Nationalen Front.

Logo der Nationalbolschewistischen Partei Russlands

### Russland
In Russland arbeiteten sowohl die ehemalige Nationalbolschewistische Partei Russlands als auch die Partei Rodina mit einem ideologischen Hintergrund, der sich sowohl bei links- als auch bei rechtsextremistischem Gedankengut bediente. In Russland stehen hinter der Verbindung von links- und rechtsextremen Ideen auch mehrere prominente Schriftsteller wie Eduard Limonow und Alexander Prochanow.

### Iran und Venezuela
2006 bildeten Mahmud Ahmadineschad, damals iranischer Staatspräsident, und Hugo Chávez, damals Staatspräsident Venezuelas, eine bilaterale „Allianz gegen das Imperium der USA“. Unter diesem anti-imperialistischen Motto vereinbarten sie eine enge wirtschaftliche und militärische Zusammenarbeit. Dabei stellte Ivo Bozic inhaltliche Schnittmengen der jeweiligen Staatsideologien eines Klerikalfaschismus im Iran und eines Staatssozialismus in Venezuela fest, von der Unterstützung des iranischen Atomprogramms bis zum gemeinsamen Antizionismus im Zeichen der „Solidarität mit dem palästinensischen Volk“ gegen Israel. Diese „Querfront“ zweier ideologisch an sich gegensätzlicher Regimes dauerte auch unter den Nachfolgern beider Präsidenten an, etwa indem Nicolás Maduro dem Iran einen Beobachterstatus im Wirtschaftsbündnis Bolivarianische Allianz für Amerika (ALBA) verlieh.